# Karjasilta
Karjasilta (en finnois : Karjasillan kaupunginosa) est  un  quartier du district de Höyhtyä de la ville d'Oulu en Finlande.

## Description
Le district a 3 266 habitants (31.12.2018).

## Galerie

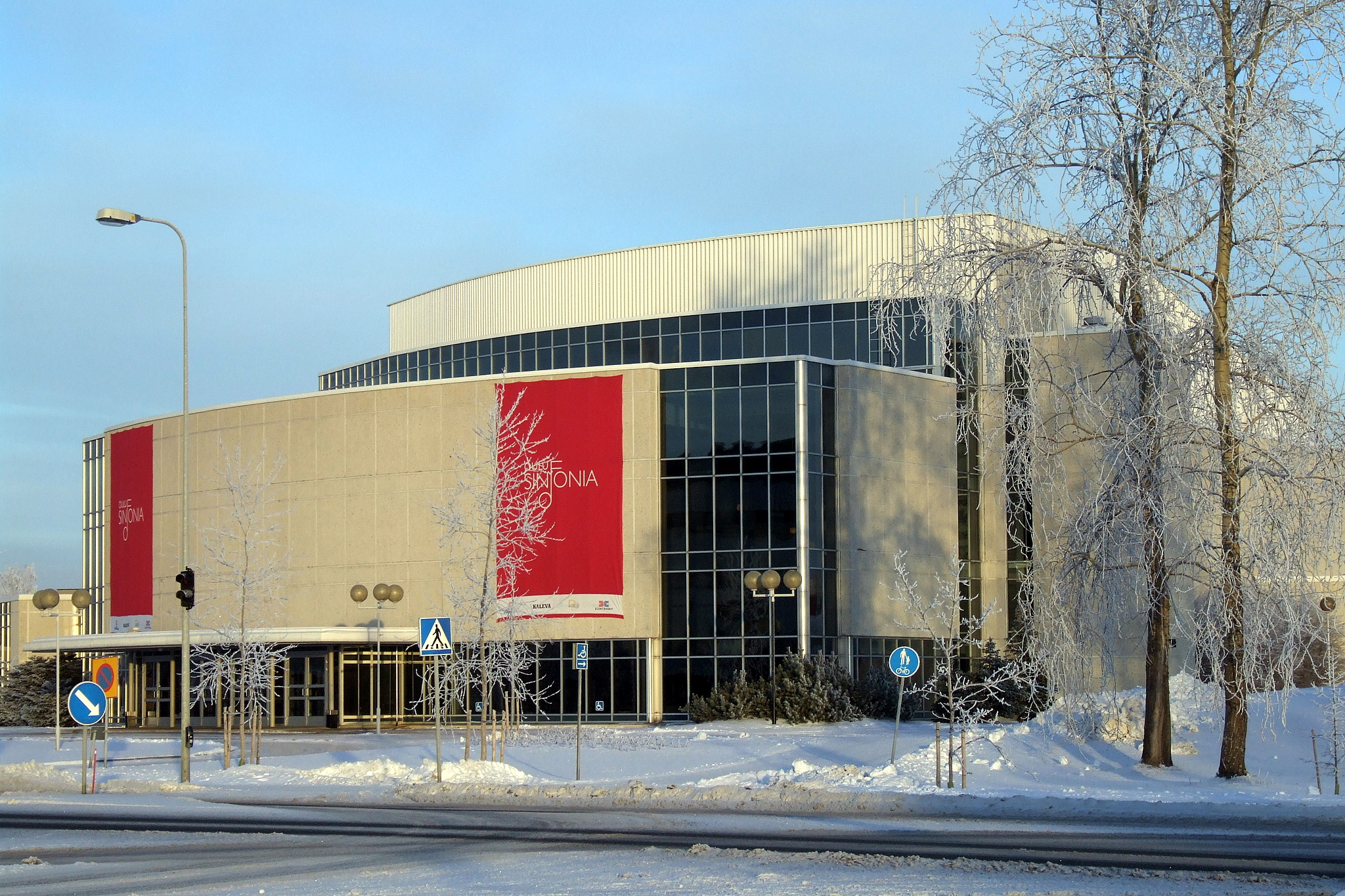
Centre de la musique d'Oulu.
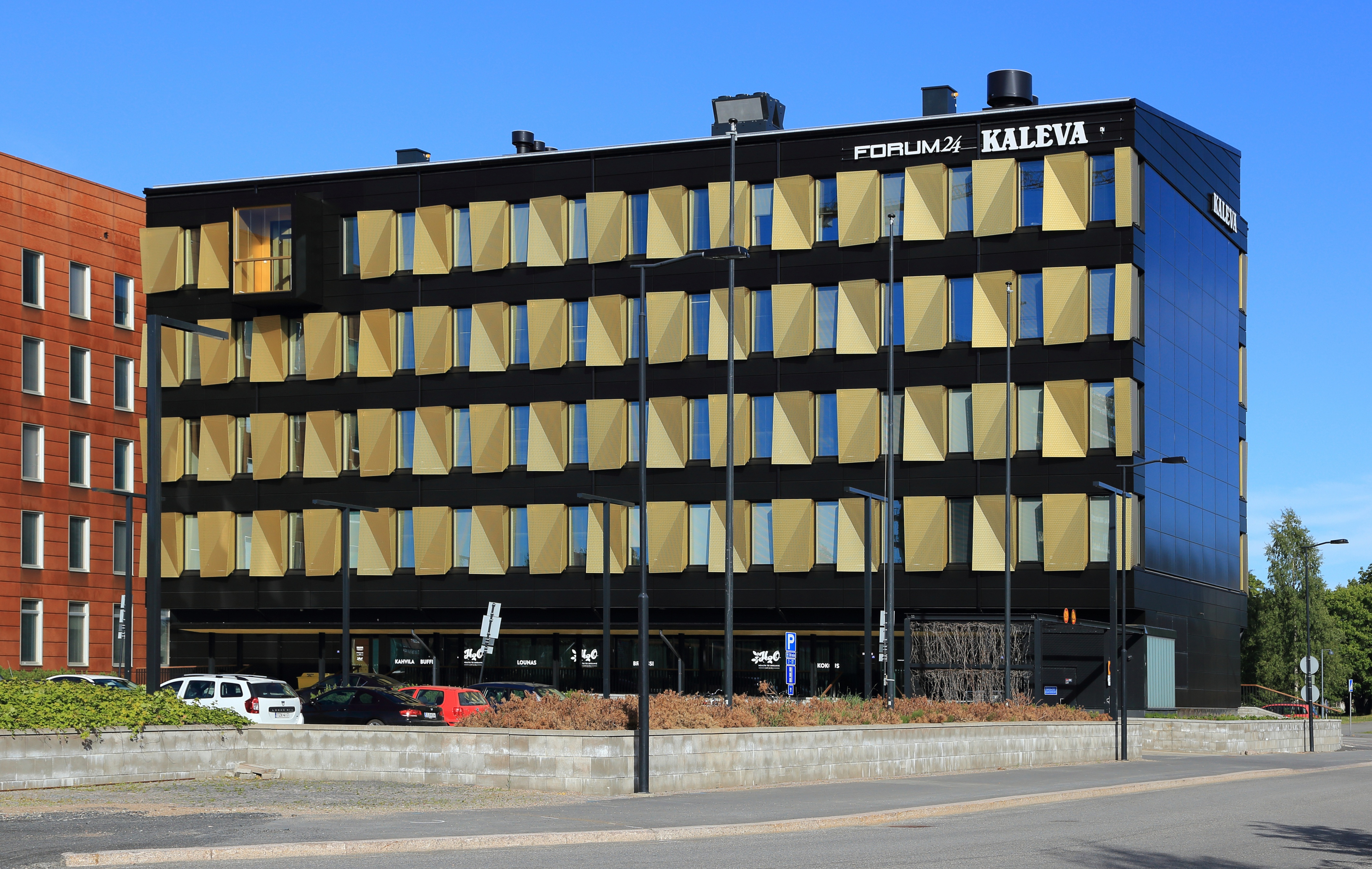
Siège de Kaleva.
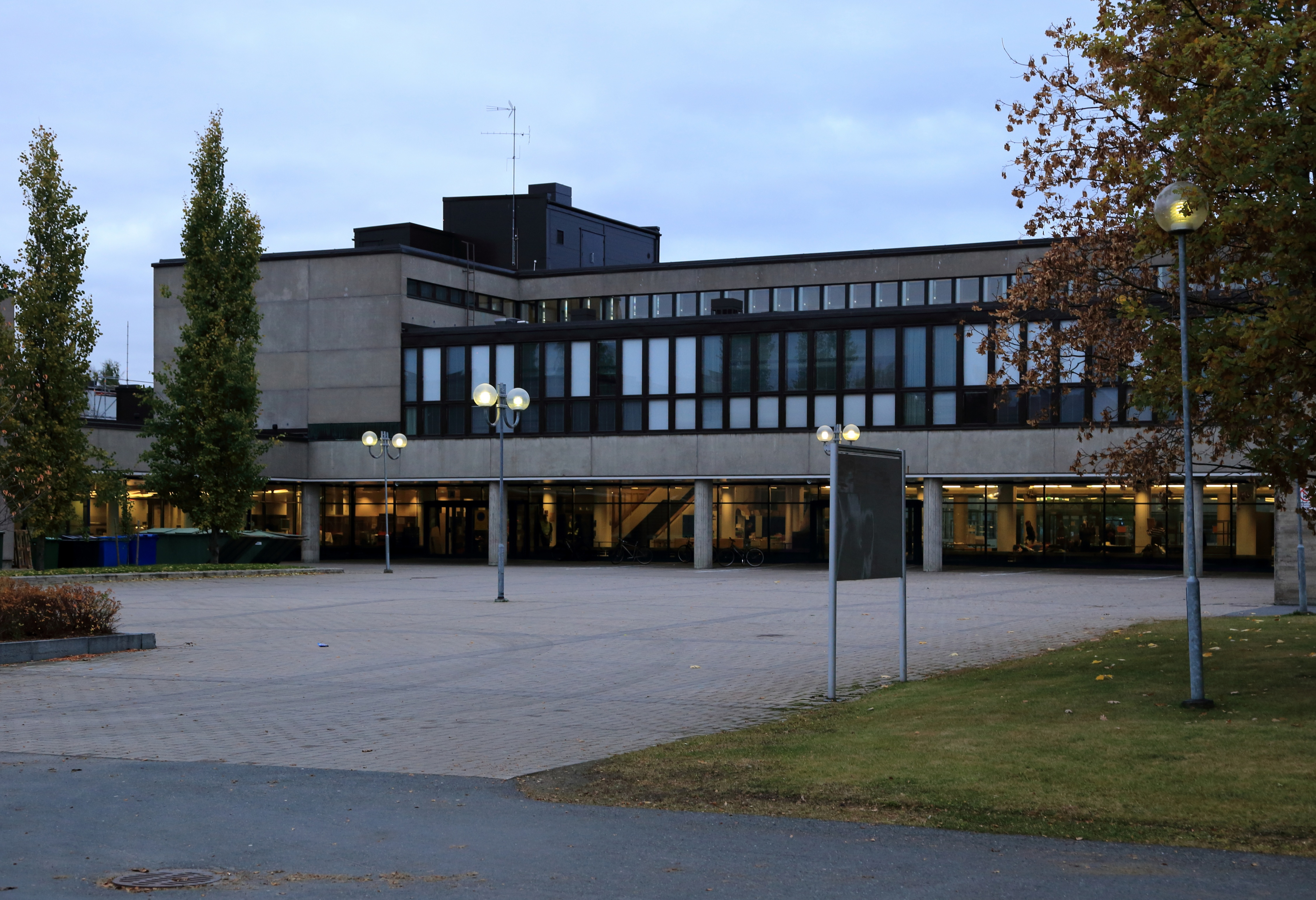
École de Pohjankartano et lycée Madetoja.
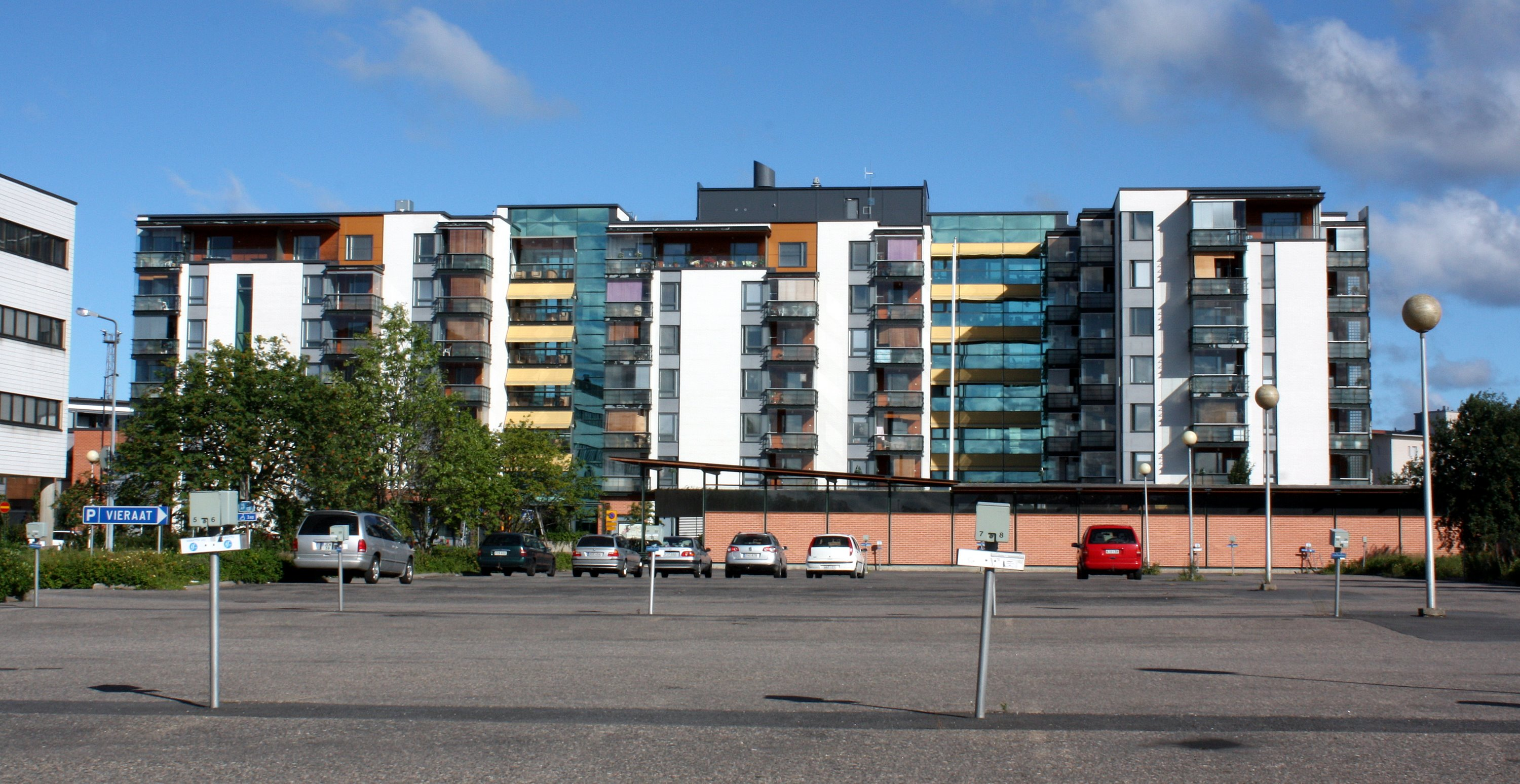
Maison de retraite Caritas.

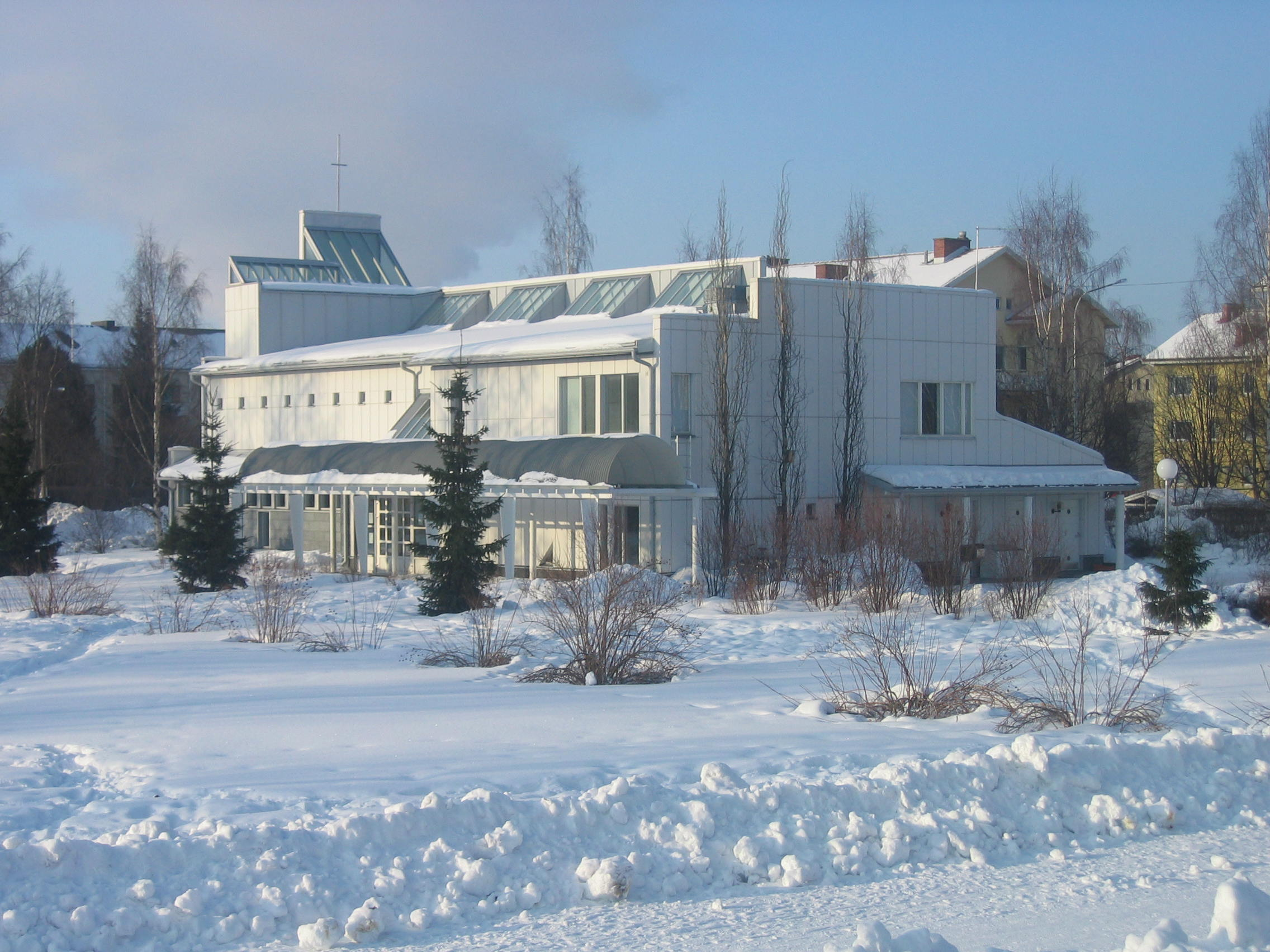
Église adventiste d'Oulu.
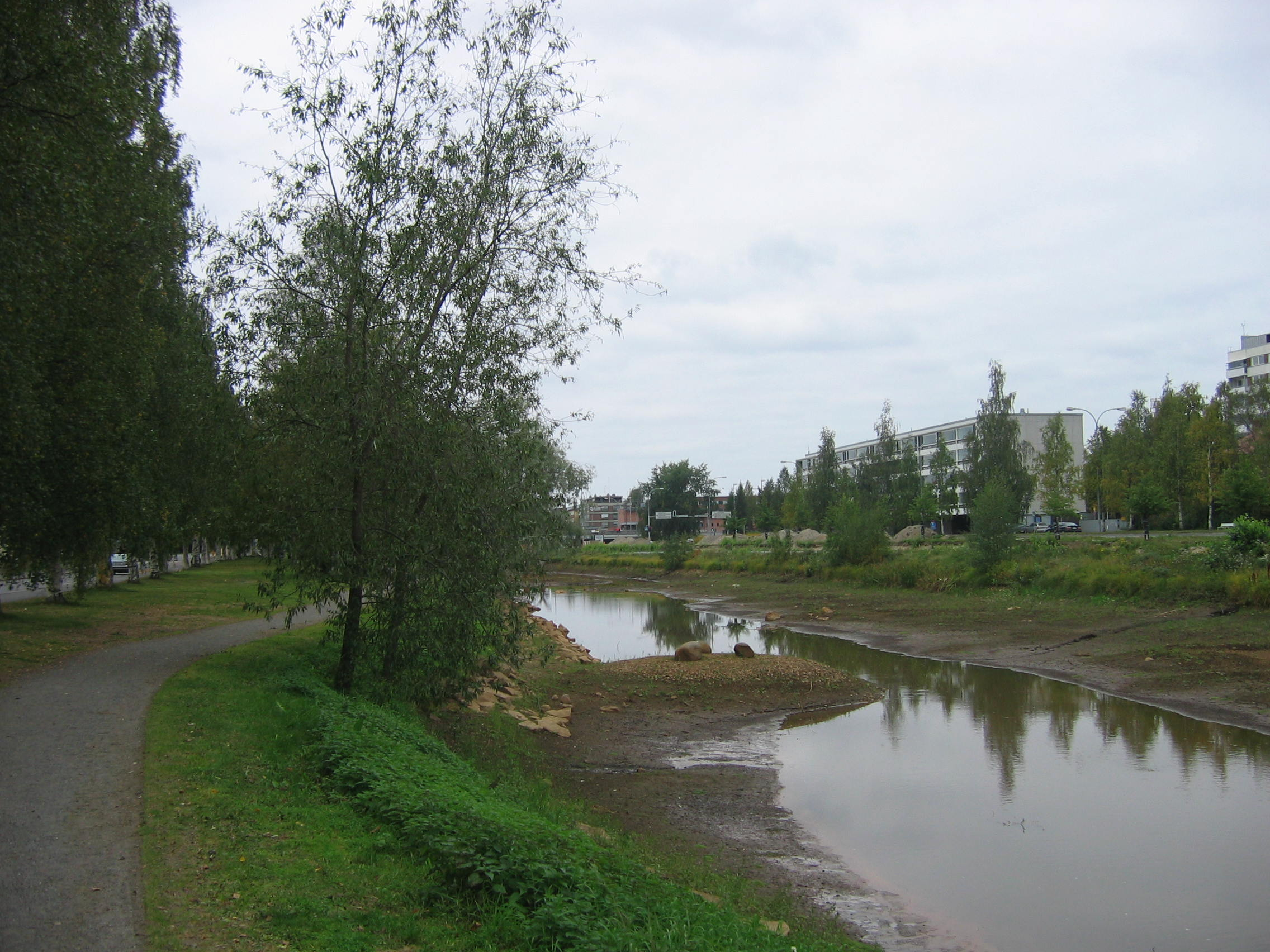
Parc de Karjasilta.
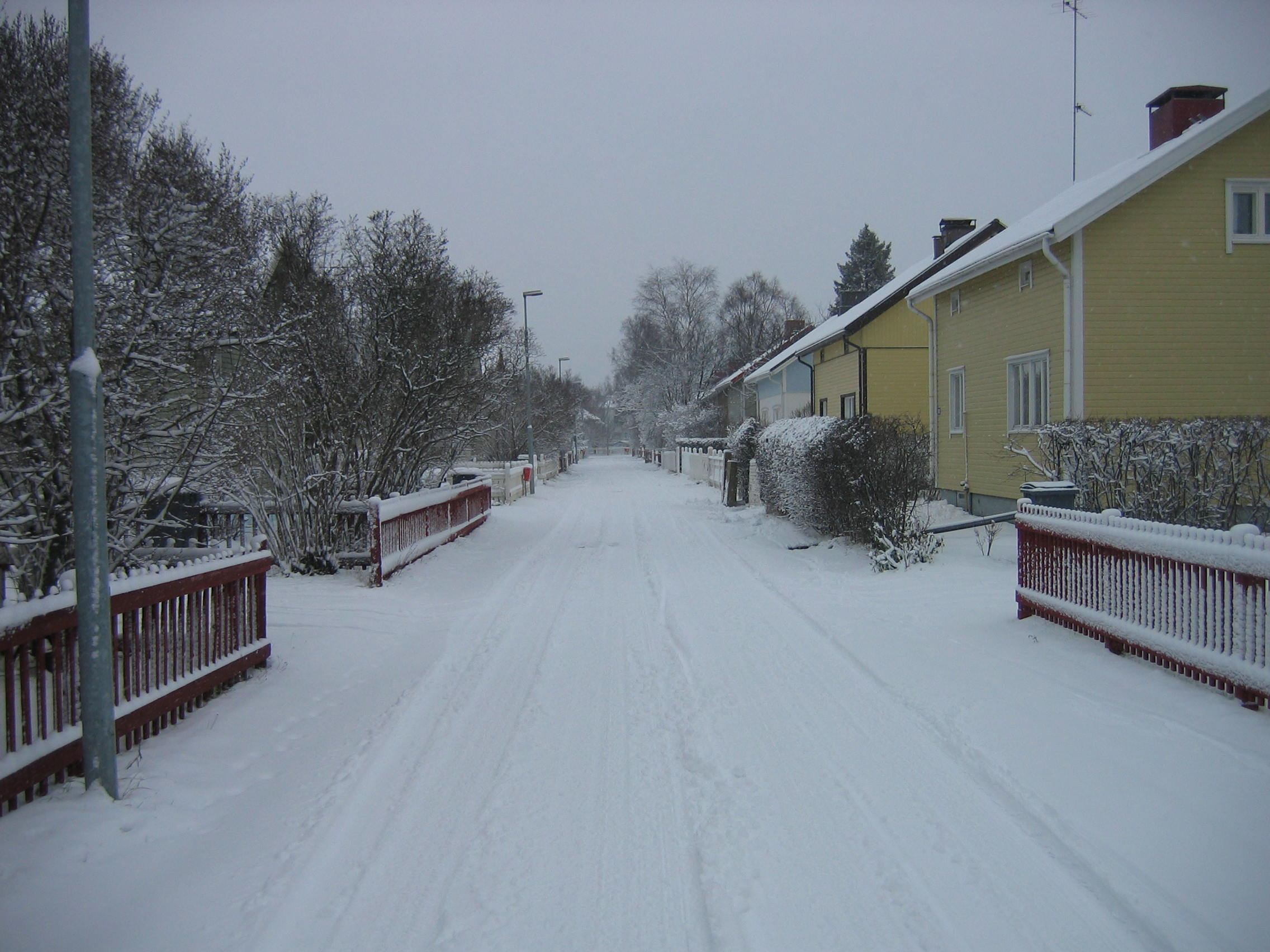
Zone résidentielle.
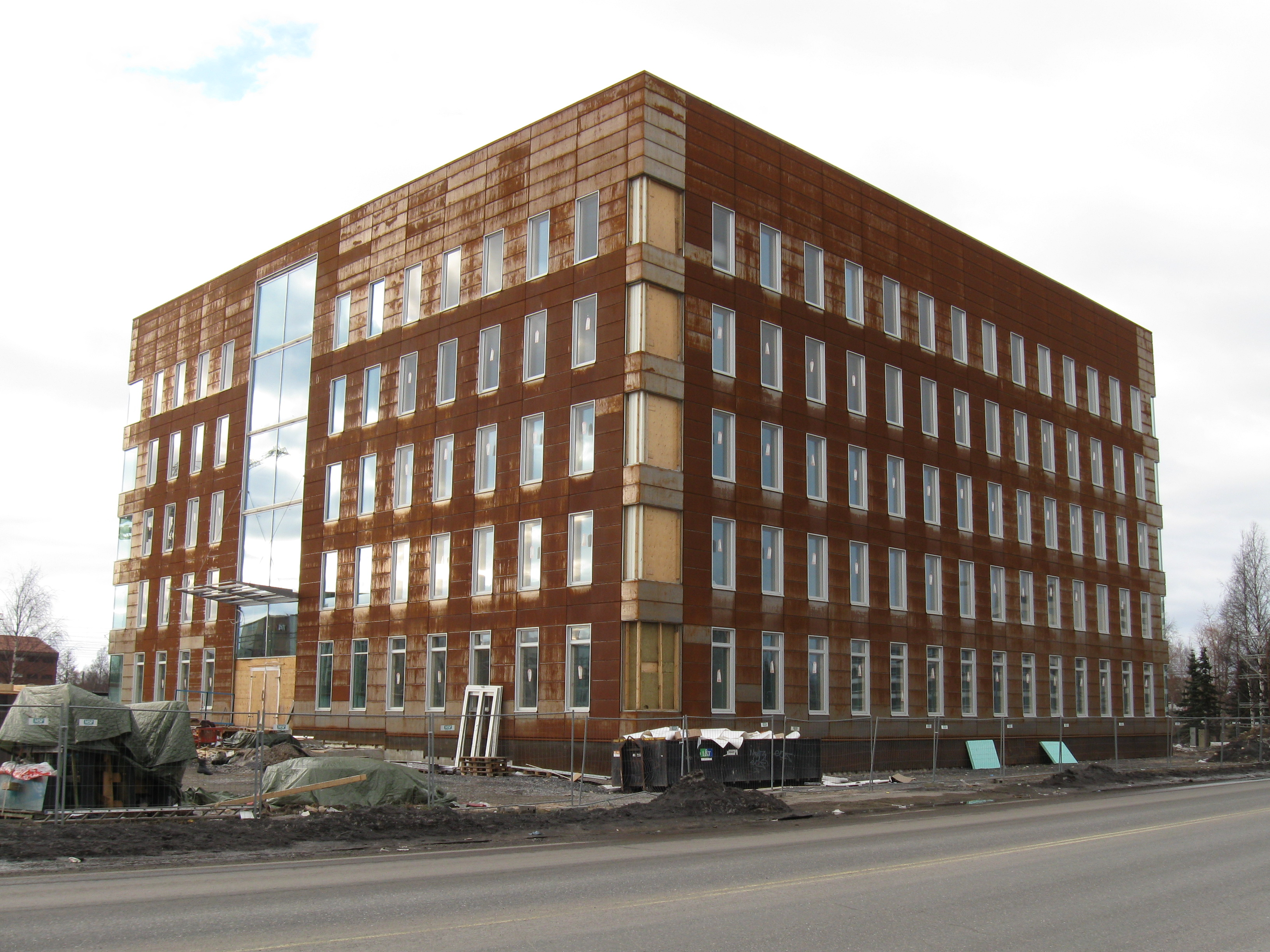
Ympäristötalo.